# Welschbilligerbach
Der Welschbilligerbach ist ein gut 11 km langer rechter Zufluss der Kyll in Kordel, insgesamt ihr viertlängster. Auf dem Oberlauf bis nach Welschbillig trägt er den Namen Falzerbach und in Kordel den Namen Altbach.
Auf der Preußischen Kartenaufnahme (1843–1873) wird der Bach in Kordel als Cordellbach bezeichnet.

## Geographie

### Verlauf
Der Falzerbach entspringt beim Einzelanwesen Hofgarten der Ortsgemeinde Idesheim und läuft anfangs östlich, ehe er nach einem Bogen nach rechts südwärts läuft und den Ort Idesheim durchzieht. In fortgesetztem Südlauf quert er die Grenze des Eifelkreises Bitburg-Prüm zum Landkreis Trier-Saarburg, in dem er bis an den Siedlungsrand von Welschbillig heranfließt, dann aber den Ort rechts liegen lassend, nach Westen weiterläuft, ab dort dauerhaft begleitet von der B 422.
Etwas unterhalb von Welschbillig etwa ab dessen Wohnplatz In der Au wird er Welschbilligerbach genannt und fließt in ein größeres Waldgebiet ein. In diesem biegt er auf Südostlauf, überquert zuallerletzt die Grenze zur Ortsgemeinde Kordel. Nachdem er als Altbach den größeren rechtskyllischen Teil des Ortes durchlaufen hat, mündet er kurz vor der Flussbrücke der B 422 von rechts in die untere Kyll.
Sein 11,1 km langer Lauf endet ungefähr 184 Höhenmeter unterhalb seiner Quelle, er hat somit ein mittleres Sohlgefälle von etwa 17 ‰.

### Einzugsgebiet
Das 33,1 km² große Einzugsgebiet des Welschbilligerbachs liegt, naturräumlich gesehen, im Bitburger Gutland, politisch-administrativ gesehen mit seinem oberen Teil im Eifelkreis Bitburg-Prüm, dagegen mit seinem mittleren und unteren im Landkreis Trier-Saarburg.
Nördlich der Einzugsgebietsgrenze entwässert der Bedenbach das angrenzende Gebiet weiter aufwärts zur Kyll, im Osten gibt es vor dieser nur einen kleinen anderen rechten Zufluss zu dieser. Das im Südosten anstoßende Gebiet entwässert der Kimmlinger Bach, der kurz nach dem Welschbilligerbach noch in Kordel ebenfalls in die Kyll einläuft. An der gesamten Westseite laufen konkurrierende Bäche südwestwärts und von links entweder, im südlichen Abschnitt, zur Sauer oder, im mittleren und nördlichen, zu deren großem linken Zufluss Prüm.

### Zuflüsse
Hierarchisch, jeweils von der Quelle zur Mündung:
- Dünnbaumbach (rechts) in Idesheim
- Hanggraben (links)
- Nussbach (rechts) gegenüber Schilzenburg
  - Pelsermühlengraben (links)
- Lewenter Bach (rechts) durch Welschbillig
- Möhner Graben (rechts) vor der Sturmsmühle
  - Kleiner Möhnergraben (!) (links)
  - Graben aus der Kurve (rechts) gegenüber der Südspitze von Welschbillig
  - Kurzer Graben (rechts) wenige Schritte nach dem vorigen
- Mordbach (rechts) am Waldrand unterhalb der Kostermühle
  - Steilgraben (rechts) gleich nach Möhn
  - Blutgraben (rechts)
  - Kleiner Graben (rechts)
  - Hanggraben (rechts) gegenüber dem südlichen Träg
    - Nebengraben (rechts)
- Kanertbach oder vielleicht eher Kahnertbach (links)
- Mausbach (links) am Unterlaufknick nach Südosten im Wald
  - Hofweilergraben (links) aus Hofweiler
  - Seitgraben (links) unterer Mündungszweig des Hofweilergrabens
- Kuhbergbach (links) kurz nach dem vorigen
- Hoxgraben (rechts) nach dessen Gemeindegrenze kurz vor Kordel